# Maija Tīruma
Maija Tīruma (Riga, 28 novembre 1983) è un'ex slittinista lettone.
È sorella di Elīza, a sua volta slittinista di alto livello, nonché coniugata con Jan-Armin Eichhorn, anch'egli slittinista di livello mondiale.

## Biografia
Iniziò a gareggiare per la nazionale lettone nelle varie categorie giovanili, senza però ottenere risultati di particolare rilievo.
A livello assoluto esordì in Coppa del Mondo nella stagione 2001/02, conquistò il primo podio, nonché la prima ed unica vittoria, il 9 dicembre 2006 nella gara a squadre a Calgary; In classifica generale colse come miglior risultato l'ottavo posto nella specialità del singolo nel 2007/08.
Partecipò a tre edizioni dei Giochi olimpici invernali, esclusivamente nella specialità individuale: a Salt Lake City 2002 concluse la gara al diciottesimo posto, a Torino 2006 giunse diciassettesima ed a Vancouver 2010 colse la nona posizione.
Prese parte altresì a sei edizioni dei campionati mondiali, aggiudicandosi due medaglie di bronzo nella gara a squadre: ad Oberhof 2008 ed a Lake Placid 2009, mentre nella specialità individuale raggiunse come miglior risultato l'ottavo posto nella stessa manifestazione statunitense. Nelle rassegne continentali vinse inoltre il titolo europeo nella gara a squadre a Cesana Torinese 2008, mentre il suo più importante piazzamento nel singolo fu la settima posizione raggiunta in quella stessa edizione ed in quella successiva di Sigulda 2010.
Si ritirò dalle competizioni nel corso della stagione 2012/13.

## Palmarès

### Mondiali
- 2 medaglie:
  - 2 bronzi (gara a squadre ad Oberhof 2008; gara a squadre a Lake Placid 2009).

### Europei
- 1 medaglia:
  - 1 oro (gara a squadre a Cesana Torinese 2008).

### Coppa del Mondo
- Miglior piazzamento in classifica generale nel singolo: 8ª nel 2007/08.
- 5 podi (1 nel singolo, 4 nelle gare a squadre):
  - 1 vittoria (nella gara a squadre);
  - 4 terzi posti (1 nel singolo, 3 nelle gare a squadre).

#### Coppa del Mondo - vittorie
| Data            | Luogo   | Paese  | Disciplina                                                   |
| --------------- | ------- | ------ | ------------------------------------------------------------ |
| 9 dicembre 2006 | Calgary | Canada | Gara a squadre con Andris Šics, Juris Šics e Mārtiņš Rubenis |